# Piste de bobsleigh des Pélerins
Koordinaten: 45° 54′ 55″ N, 6° 52′ 19″ O
Die Piste de bobsleigh des Pélerins war eine Bobbahn in der französischen Gemeinde Chamonix-Mont-Blanc. 

## Geschichte
Nachdem das IOC im Juni 1922 die Olympischen Winterspiele 1924 an Chamonix vergab, verpflichtete sich die Gemeinde entsprechende Wettkampfstätten zu errichten, darunter auch eine Bobbahn. Im heutigen Viertel Les Pélerins wurde die Bahn gebaut. Diese hatte eine Länge von 1464,97 Metern und bestand aus 19 Kurven. Der Höhenunterschied zwischen Start und Ziel betrug 156,29 Meter. 
Auch nach den Olympischen Spielen fanden weitere Wettkämpfe auf der Bahn statt. Nachdem bei den Französischen Bobmeisterschaften 1950 fünf Athleten starben und zwei weitere verletzt wurden, wurde die Bahn auf Grund dieser hohen Gefahr geschlossen.